# 제임스 더몬트
제임스 듀몬트(James DuMont, 영어 발음: /ˈdjuːmɒnt/, 1965년 8월 12일 ~ )는 미국의 배우이다.

## 출연 작품
- 랜드라인 (2017)
- 더 디보스 파티 (2017)
- 하트, 베이비 (2017)
- 아이 쏘우 더 라이트 (2016)
- 미드나잇 스페셜 (2016)
- 딥워터 호라이즌 (2016)
- 트럼보 (2015)
- 리틀 보이 (2015)
- 쥬라기 월드 (2015)
- 엘리게이터 엑스 (2014)
- 캐치 헬 (2014)
- 안녕, 프랭크 (2014)
- 제임스 브라운 (2014)
- 달라스 바이어스 클럽 (2013)
- 스피드 데몬스 (2012)
- 스내치드 (2011)
- 더 샤프롱 (2011)
- 티킹 클락 (2011)
- 플라이페이퍼 (2011)
- 세컨즈 어파트 (2011)
- 저니 투 프로메티아 (2010)
- 에너미스 어몽 어스 (2010)
- 트레메 1 (2010)
- 넉클헤드 (2010)
- 더 카멜레온 (2010)
- 멘 오브 어 서튼 에이지 (2009)
- 드룰 (2009)
- 오픈 로드 (2009)
- 패스트 걸 (2008)
- 네서서리 이블 (2008)
- 박스 (2007)
- 오션스 13 (2007)
- 우주 전쟁 (2005)
- 미스 에이전트 2: 라스베가스 잠입사건 (2005)
- 폴리와 함께 (2004)
- S.W.A.T. 특수기동대 (2003)
- 고타 킥 잇 업! (2002)
- 러브 앤 베스킷볼 (2000)
- 펜타곤 워 (1998)
- 프라이머리 컬러스 (1998)
- 피스메이커 (1997)
- 밤쉘 (1996)
- 스피드 (1994)
- 콤비네이션 플래터 (1993)
- 크레스 (1983)